# Natalia Kukulska
Natalia Maria Kukulska (3 maart 1976) is een Pools zangeres. Natalia Kukulska is de dochter van de Pools componist Jarosław Kukulski en zangeres Anna Jantar. Haar moeder kwam om bij een vliegtuigongeluk toen zij net vier was. Zij werd opgevoed door haar grootmoeder.
In 1986 bracht zij als tienjarige haar eerste werk uit, in 1996 was haar eigenlijke debuut met het album Światło.
In 2017 nam Kukulska als Team Natalia een seizoen deel aan The Voice of Poland als coach.

## Discografie
- Natalia, 1986
- Światło, 1996
- Najpiękniejsze kolędy polskie, 1998
- Puls, 1998
- Autoportret, 1999
- Tobie, 2001
- Natalia Kukulska
- Sexi Flexi
- Ósmy plan, 2015
- Halo Tu Ziemia, 2017
- Po tamtej stronie SP